# 622e régiment de circulation routière
Le 622e régiment de circulation routière (622e RCR) est un régiment de l'armée de Terre française.

## Traditions

### Etendard
Il ne porte aucune inscription:

### Devise
"Maintenir"